# طلسمية سماوية

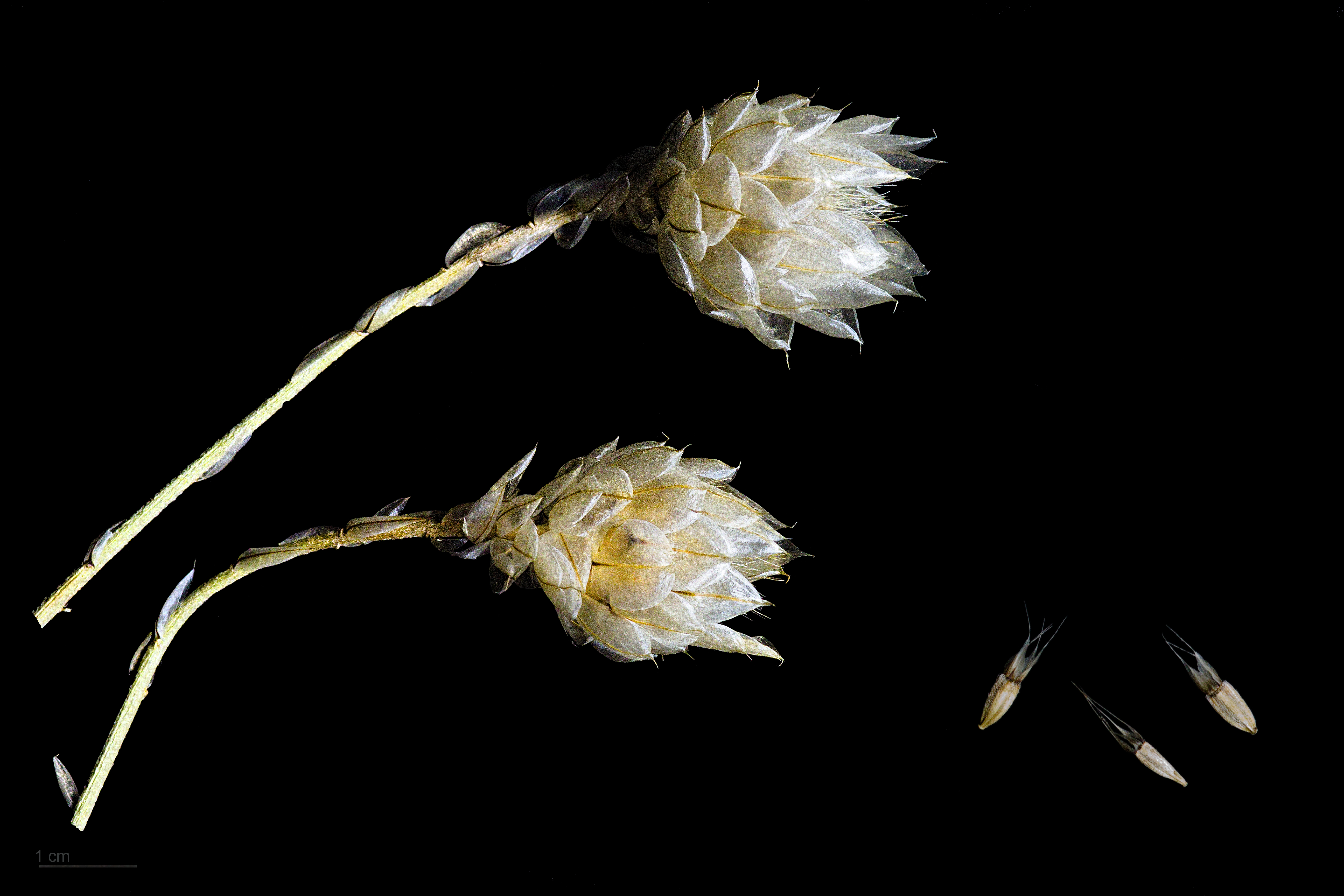
Catananche caerulea

هندبة زرقة أو طلسمية سماوية (الاسم العلمي: Catananche caerulea) أو سهم كيوبيد (بالإنجليزية: Cupid's dart)‏ هي نوع من النباتات يتبع جنس الطلسمية من الفصيلة النجمية.